# The Seventh Night: Unplugged
A The Seventh Night: Unplugged Gackt japán énekes második válogatáslemeze, mely 2004. május 26-án jelent meg a Nippon Crown kiadónál. 
A lemez 5. helyezett volt az Oricon heti slágerlistáján és 8 hétig szerepelt rajta. A Japán Hanglemezgyártók Szövetsége aranylemezzé nyilvánította.

## Számlista
| #   | Cím                                                                                      | Hossz |
| --- | ---------------------------------------------------------------------------------------- | ----- |
| 1.  | Kimi no tame ni dekiru koto (君のためにできること; Hepburn: Kimi no Tame ni Dekiru Koto) | 4:50  |
| 2.  | Mind Forest                                                                              | 5:40  |
| 3.  | Kimi ga matte iru kara (君が待っているから; Hepburn: Kimi Ga Matte Iru Kara)             | 6:04  |
| 4.  | Hosi no szuna (星の砂; Hepburn: Hoshi no Suna)                                           | 5:25  |
| 5.  | Kono daremo inai heja de (この誰もいない部屋で; Hepburn: Kono Daremo Inai Heya De)       | 6:12  |
| 6.  | U+K                                                                                      | 2:29  |
| 7.  | Papa Lapped a Pap Lopped                                                                 | 3:00  |
| 8.  | Mirror                                                                                   | 4:42  |
| 9.  | Uncertain Memory                                                                         | 5:39  |
| 10. | Kimi ga oikaketa jume (君が追いかけた夢; Hepburn: Kimi Ga Oikaketa Yume)                 | 7:09  |
| 11. | Last Song                                                                                | 6:34  |